# Poridiplosis semiaperta
Poridiplosis semiaperta är en tvåvingeart som beskrevs av Fedotova 2006. Poridiplosis semiaperta ingår i släktet Poridiplosis och familjen gallmyggor. Inga underarter finns listade i Catalogue of Life.